# Andiast
Andiast (föråldrat tyskt namn Andest) är en ort och tidigare kommun i distriktet Surselva i den schweiziska kantonen Graubünden. Byn ligger på en dalsluttning på norra sidan av floden Vorderrhein. Kommunen inkorporerades 1 januari 2018 i kommunen Breil/Brigels.

## Språk
Det traditionella språket är surselvisk rätoromanska, som alltjämt är modersmål för majoriteten av invånarna. 

## Religion
Kyrkan är katolsk. Den reformerta minoriteten söker kyrka i närbelägna Vuorz.

## Utbildning
Orten har ingen egen grundskola, utan skickar sina elever till den rätoromanskspråkiga skolan i den intilliggande byn Rueun som tillhör kommunen Ilanz/Glion.

## Arbetsliv
Näringslivet har långt fram i tiden dominerats av småjordbruk. Numera spelar också turismen stor roll. Ungefär hälften av de förvärvsarbetande pendlar ut från orten, främst till  Ilanz som ligger en dryg mil österut.